# Lionel of Antwerp, 1. Duke of Clarence

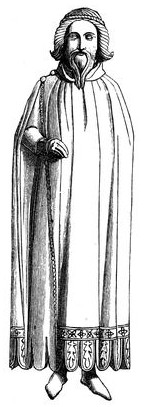
Darstellung von Lionel of Antwerp, 1. Duke of Clarence

Lionel of Antwerp, 1. Duke of Clarence KG (* 29. November 1338 in Antwerpen; † 17. Oktober 1368 in Alba, Italien) war Earl of Ulster und Duke of Clarence.

## Leben
Er war der dritte Sohn König Eduards III. von England (Haus Plantagenet) und der Philippa von Hennegau. Da der zweitgeborene Bruder William of Hatfield vor Lionels Geburt gestorben war, war Lionel der zweite in der englischen Thronfolge nach seinem ältesten Bruder Edward of Woodstock.
Am 15. August 1342 heiratete der vierjährige Lionel im Tower of London die sechs Jahre ältere Elizabeth de Burgh, Duchess of Clarence, 4. Countess of Ulster, die Tochter des William Donn de Burgh, 3. Earl of Ulster. Aufgrund des jugendlichen Alters der Brautleute wurde die Ehe allerdings erst zehn Jahre später vollzogen.
1345 und 1346 nahm Lionel die Aufgaben seines in Frankreich weilenden Vaters in England wahr. Seit 1347 führte er aus dem Recht seiner Frau den Titel eines Earl of Ulster. 1355 nahm er an einer Invasion Frankreichs teil. 1361 bis 1367 war er Statthalter seines Vaters in Irland, seit 1362 trug er den Titel Duke of Clarence. Der König unternahm zu dieser Zeit zudem erfolglos Anstrengungen, seinen Sohn auf den schottischen Thron zu bringen. In der Funktion als Statthalter hatte Lionel 1366 auch den Vorsitz über die Versammlung inne, die gegen seinen Willen das berüchtigte Statut von Kilkenny verabschiedete, das Ehen zwischen Engländern und Iren verbot. Als Folge davon gab Lionel seinen Statthalter-Posten auf.
Lionels erste Frau Elizabeth de Burgh starb 1363 in Dublin. Aus der Ehe ging eine Tochter, Philippa of Clarence, 5. Countess of Ulster (1355–1382) hervor, deren Ururenkel als Eduard IV. den englischen Thron bestieg. 1368 heiratete Lionel in Mailand Violanta Visconti, die Tochter Galeazzo II. Visconti, Herr von Mailand und Pavia, starb jedoch nur vier Monate später in Alba. Er wurde im Priorat von Clare begraben.

## Wappen

Wappen Lionels von Antwerpen